# Pferdebahnen in London von George Train
Die Pferdebahnen in London von George Train waren die ersten Straßenbahnen in London. Sie wurden 1861 eröffnet und nach wenigen Monaten wieder stillgelegt. Erst ab 1870 wurde dann mit der Straßenbahn London ein dauerhaftes Straßenbahnnetz aufgebaut.

## Vorgeschichte und Bau
George Francis Train betrieb ab 1860 die Straßenbahn Birkenhead und wollte nun auch in London Fuß fassen. Seine ursprünglich vorgeschlagene Ringlinie wurde jedoch von der Stadt abgelehnt. Also schlug er den Bau von drei voneinander unabhängigen Pferdebahnbetrieben vor, die Marble Arch Street Railway, die Westminster Street Railway und die Lambeth Street Railway. Im Februar 1861 gründete er dazu die Street Rail Company. Die erste Bahn wurde vom Marble Arch auf der Bayswater Road bis zur Kreuzung Porchester Terrace mit einer Länge von etwa einer Meile (etwa 1,6 Kilometer) gebaut und am 23. März 1861 eröffnet. Bei der Eröffnungsfeier waren unter anderem Charles Dickens und George Cruikshank anwesend. Diese Bahn war damit die erste Straßenbahn in London. Die Westminster Street Railway verlief vom Bahnhof Pimlico (heute Victoria Station) durch die Victoria Street bis zur Kreuzung Tothill Street mit einer Länge von etwa 1,1 Kilometern. Sie ging am 15. April 1861 in Betrieb. Als letztes wurde am 15. August 1861 die Bahn in Lambeth, damals noch außerhalb des Stadtgebietes von London, eröffnet. Sie begann am Ostende der Westminster Bridge und führte auf etwa 2,2 Kilometern Länge durch die Westminster Bridge Road und Kennington Road zum Kennington Park.

## Anlagen und Fahrzeuge
Die Anlage am Marble Arch war eingleisig mit vier Ausweichen. Über die Gleisanlagen der beiden anderen Bahnen ist nichts bekannt. Als Schienen wurden bei allen drei Bahnen Winkelschienen in Normalspur verwendet. Der Fahrpreis betrug jeweils zwei Pence. Pro Linie stand ein einziger zweispänniger Pferdebahnwagen zur Verfügung, der auf der Marble-Arch-Linie Princess Royal hieß. In Westminster fuhr The People. Der Name des Wagens in Lambeth ist nicht bekannt. Wo die Wagen jeweils über Nacht abgestellt wurden, ist ebenfalls nicht überliefert.

## Stilllegung
Die Schienen, die aus der Straßenebene herausragten, stellten ein Problem der Verkehrssicherheit dar, das letztlich zur Stilllegung der drei Bahnen führte. Train wurde wegen Erregung öffentlichen Ärgernisses angeklagt und für schuldig befunden. Gleichzeitig wurde die Stilllegung der Marble-Arch-Linie bis zum 4. Oktober 1861 angeordnet, dem Train fristgerecht nachkam. Der letzte Betriebstag der Westminster-Linie war der 6. März 1862 und am 21. Juni 1862 fuhren auch in Lambeth die letzten Wagen. Die Gleise wurden dann per Gerichtsbeschluss entfernt. Somit endete der erste Straßenbahnbetrieb in London nach etwas mehr als einem Jahr. Sowohl in der Bayswater Road als auch in der Victoria Road sollten nie wieder Straßenbahnen verkehren. Die Lambeth-Linie wurde 1870/71 durch die Metropolitan Street Tramways wieder aufgebaut.